# Létající člunek

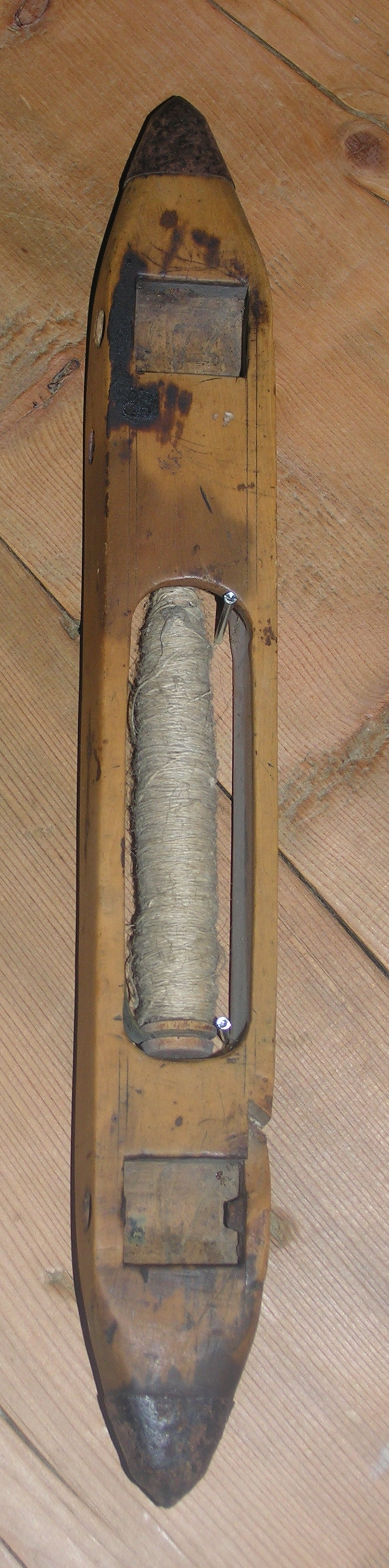
Létající člunek na kterém jsou vidět okované špice, kolečka a kaneta s útkovou nití.

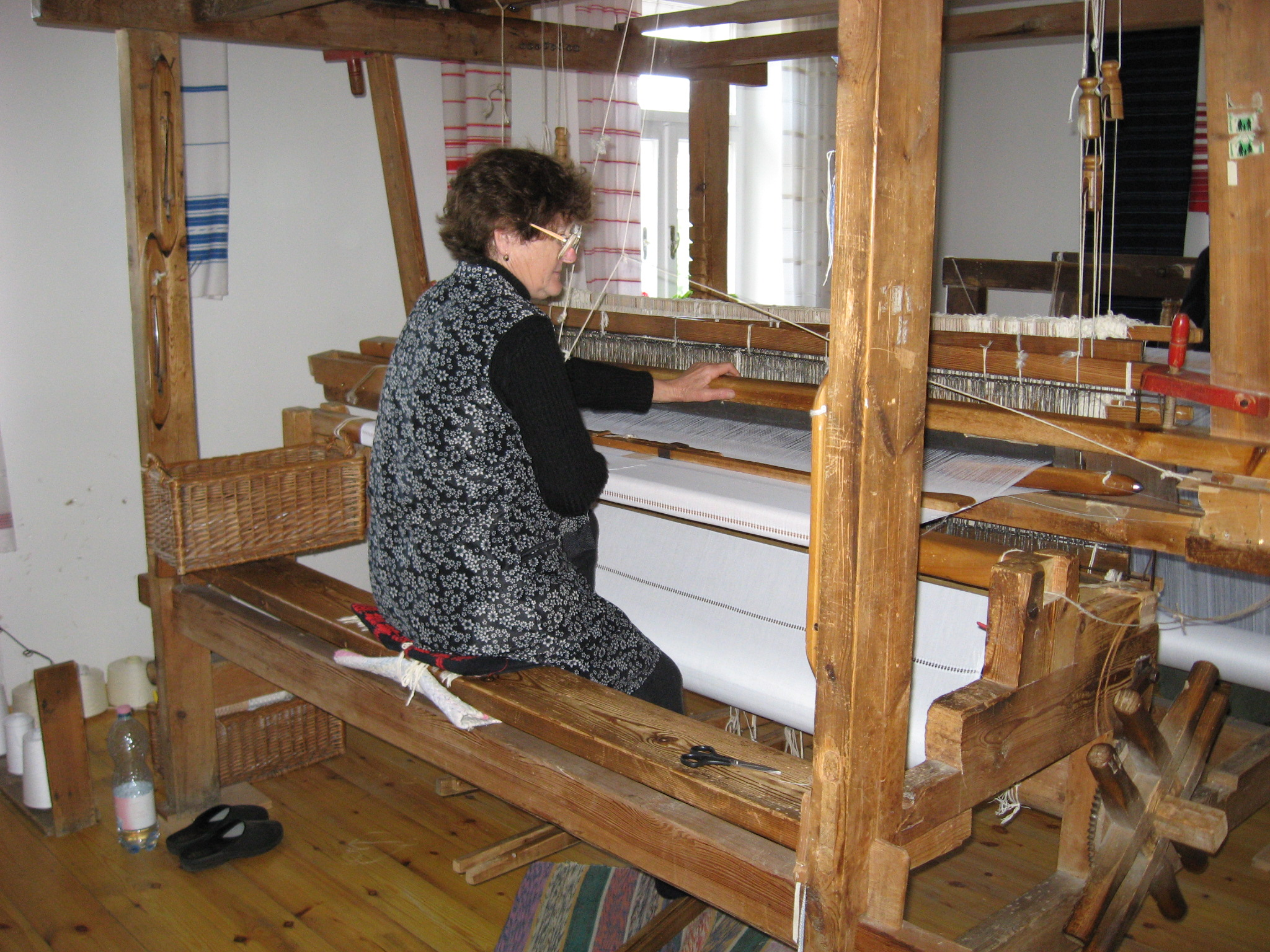
Tkaní s „létajícím člunkem“

Létající člunek byl jedním z klíčových momentů ve vývoji tkaní, který pomohl v rozvoji průmyslové revoluce. Byl patentován Johnem Kayem (1704–1764) v roce 1733. Byl ovládán prohozním zařízením k jehož obsluze stačil jediný člověk. Až do vynálezu létajícího člunku tkalci prohazovali útek navinutý na cívce v primitivním člunku ručně, a tak byla šířka tkaniny limitována délkou jejich rukou.

## Před létajícím člunkem
K pochopení důležitosti tohoto vynálezu je nutné poznat proces tkaní. U tkalcovského stavu seděl tkadlec před zbožovým válem s již utkanou tkaninou. Pomocí pedálů, nebo jiného mechanismu byly jednotlivé listy vytahovány nahoru nebo stahovány dolů a tím byl z jednotlivých nití osnovy tvořen prošlup. Tkadlec se pak musel nahnout dopředu směrem k prošlupu a rukou člunek do prošlupu zasunout; člunek měl uvnitř na dutince navinutý útek. Člunek pak musel být protažen otevřeným prošlupem a na opačné straně druhou rukou z prošlupu vytažen, prošlup byl uzavřen a bidlenem s paprskem byl útek přiražen na požadované místo. Tato akce, které se říkalo „zdvih“ však vyžadovala součinnost dvou tkalců, pokud byla šíře tkaniny kolem 150 cm.

## Jak pracoval létající člunek
Létající člunek byl pouze součástí nového systému tkalcovského stavu. Před paprskem na bidlenu létal po člunkové dráze člunek ze strany na stranu, přičemž na každé straně byl na konci své cesty zachycen do skříňky, ve které byl mechanismus, pomocí kterého byl člunek znovu poslán na druhou stranu. Létající člunek se od starého člunku lišil v několika detailech. Na obou koncích člunku bylo kování ve tvaru projektilu, které prodlužovalo jeho životnost a kolečka na spodní straně snižovala tření při pohybu po člunkové dráze. Útková nit vycházela z otvoru na boční straně, místo na konci člunku a útek byl navinut na útkové cívce, tzv. kanetě, která byla nasazena na trnu, což umožňovalo její snazší a rychlejší výměnu.